# Alter Ego (cântec)
"Alter Ego" este o melodie a trupei rock cipriote Minus One. Acest cântec a reprezentat Ciprul la Eurovision Song Contest 2016.